# Eutin-Lübecker Eisenbahn
Die Eutin-Lübecker Eisenbahn-Gesellschaft war ein Eisenbahnunternehmen im östlichen Holstein mit Sitz in Lübeck von 1870 bis 1941.

Der alte Hauptbahnhof Lübeck

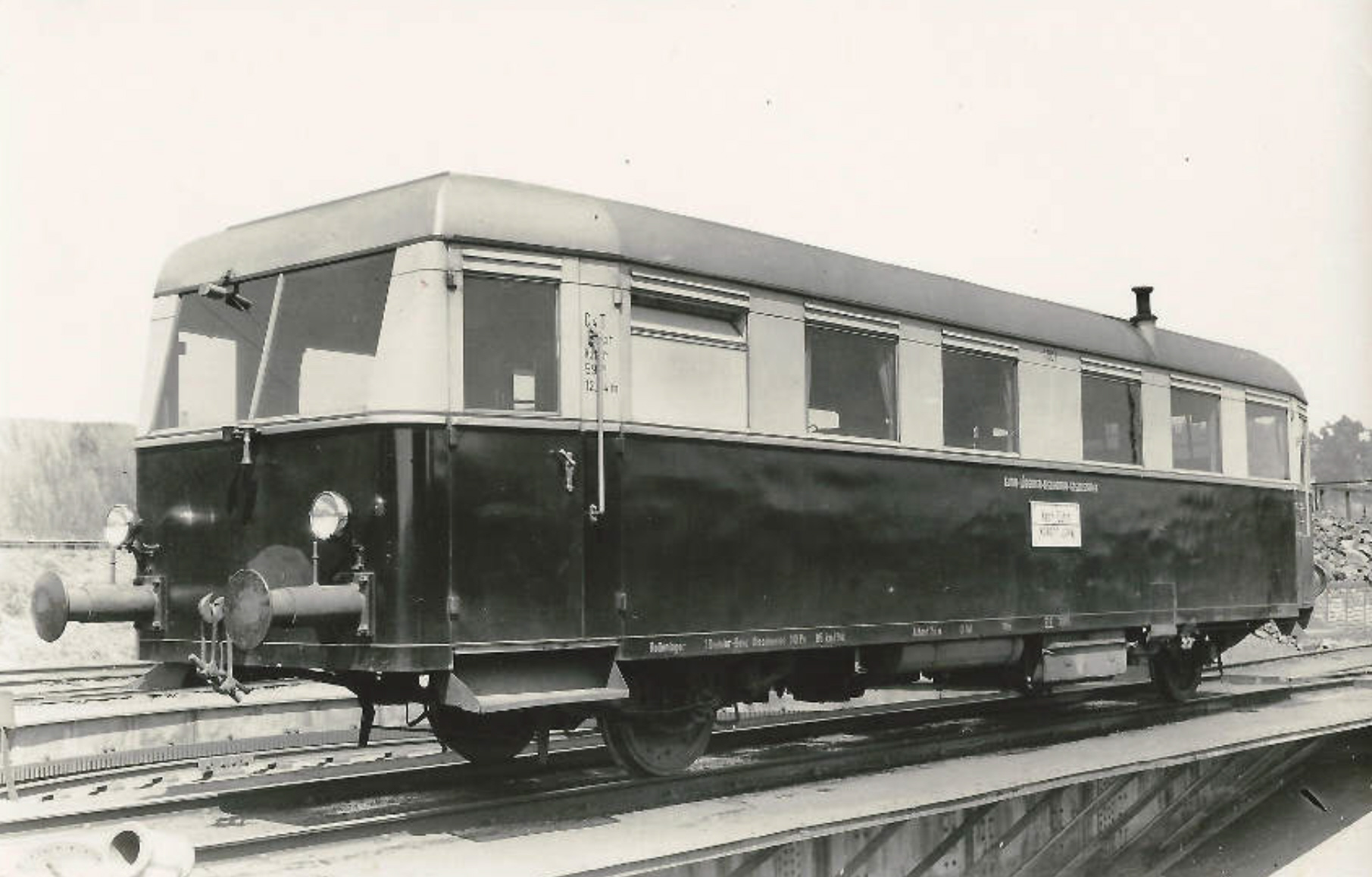
Triebwagen VT A1 1001 der ELE; Baujahr 1934, Verbleib nach 1944 unbekannt

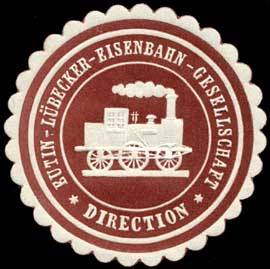
Siegelmarke Eutin-Lübecker-Eisenbahn-Gesellschaft

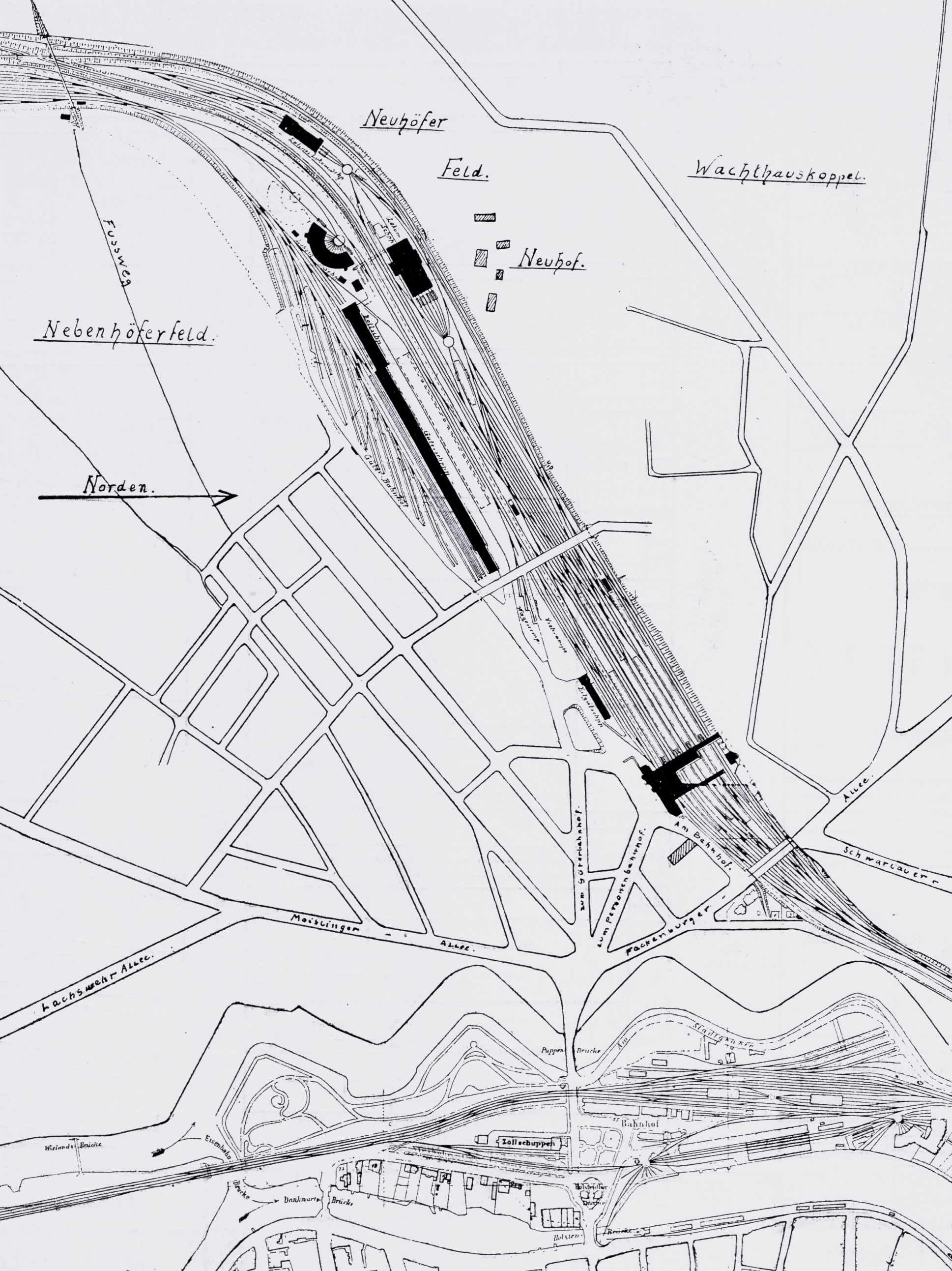
Lageplan der Neubau-Anlagen der LBE

Genußschein der Eutin-Lübecker Eisenbahn-Gesellschaft vom März 1926

## Geschichte

### 1870 bis 1941

#### Erste Strecke Eutin–Lübeck
Die 1870 gegründete Eutin-Lübecker Eisenbahngesellschaft (ELE) eröffnete am 10. April 1873 die 33 Kilometer lange, normalspurige Eisenbahnstrecke von Eutin nach Lübeck, die eine Verbindung von der Ostholsteinischen Bahn (Neumünster–Ascheberg–Eutin–Neustadt) zur Freien und Hansestadt Lübeck herstellte. 
Die Strecke endete zunächst im Bahnhof der Lübeck-Büchener Eisenbahn (LBE) vor dem Holstentor, der 1908 durch den neuen noch heute genutzten Hauptbahnhof ersetzt wurde.
Als am 29. Mai 1908 ein mit zwei Lokomotiven, Lok 2 und Lok 8, bespannter 118 Achsen starker Güterzug (59 beladene Güterwagen) der ELE am Morgen den Güterbahnhof verlassend den Hauptbahnhof durchfuhr, entgleisten die unter Volldampf stehenden Lokomotiven sowie die sieben ersten Waggons hinter der Fußgängerbrücke über die Fackenburger Allee in Höhe des Stellwerkes. Vier weitere Waggons, die in der Höhe des Bahnpostamtes ineinander und somit aus dem Gleis gedrückt wurden, stürzten nicht um. Unterhalb der Brücke schnitt die an der Spitze fahrende Lok 2 die verriegelte beim Überfahren zerbrochene Weiche auf. Während ihre Vorderräder dem Eutiner Gleis folgten, fuhr alles Weitere in das Hafengleis. Hierbei wurden sie aus den Gleisen herausgedrängt. Der den Loks folgende Zugführerwagen wurde nach links aus den Schienen geschleudert, stürzte um und kam fast neben der sich in den Boden grabenden Lok 8 zum Liegen. Die sechs folgenden Wagen schoben sich in- und übereinander. Auf einer Länge von 30 Metern wurde der Gleiskörper aus dem Erdboden gerissen. Personen kamen bei dem Unfall zwar nicht zu Schaden, der entstandene Sachschaden war jedoch beträchtlich.

Eisenbahnunfall auf dem Bahnhof zu Lübeck
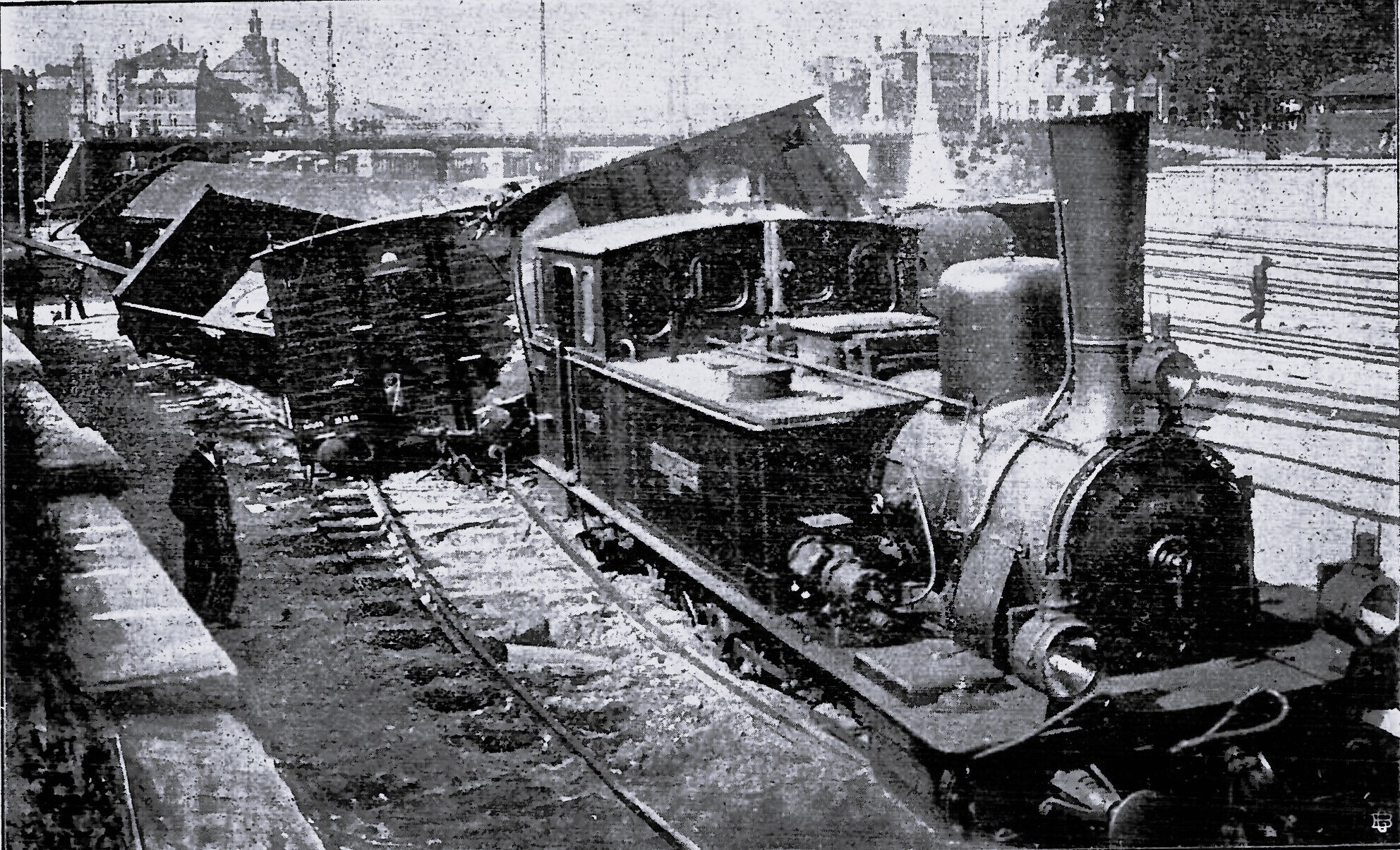
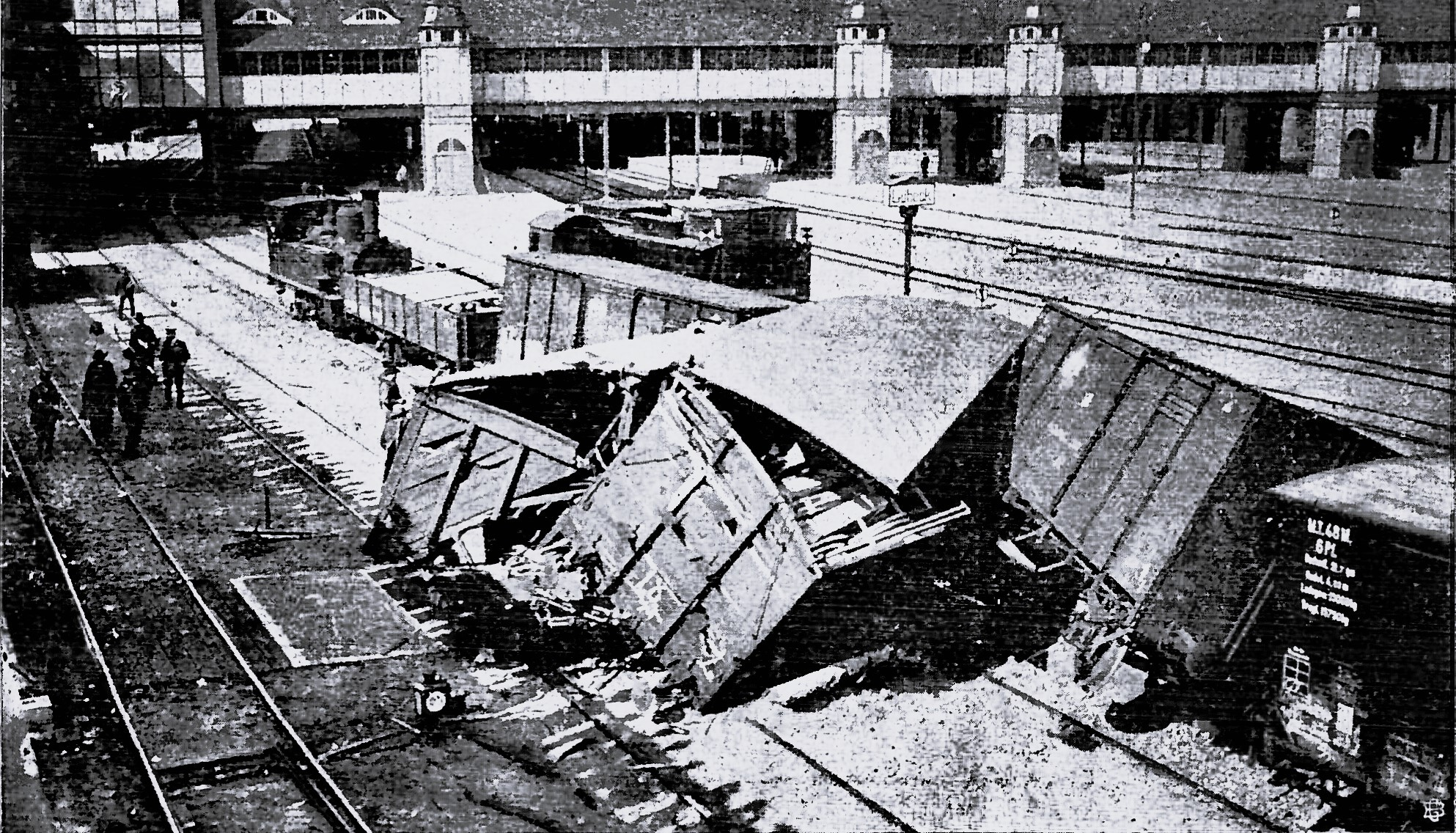

Am Abend fand die Generalversammlung statt und an dem kurz vor zehn den Bahnhof verlassenden an der Unfallstelle vorbeifahrenden Zug der ELE war ein Salonwagen für die Direktion und Aktionäre der Bahn angehängt worden.

#### Zweite Strecke Pönitz–Ahrensbök
Die ELE ergänzte ihr Streckennetz am 10. Mai 1886 durch die Eröffnung einer Zweigbahn von Gleschendorf Bahnhof nach Ahrensbök um acht Kilometer. Am 15. Mai 1934 wurde der Gleschendorfer Bahnhof in Pönitz umbenannt.
Hauptartikel: Bahnstrecke Pönitz–Ahrensbök

#### Bis zur Verstaatlichung

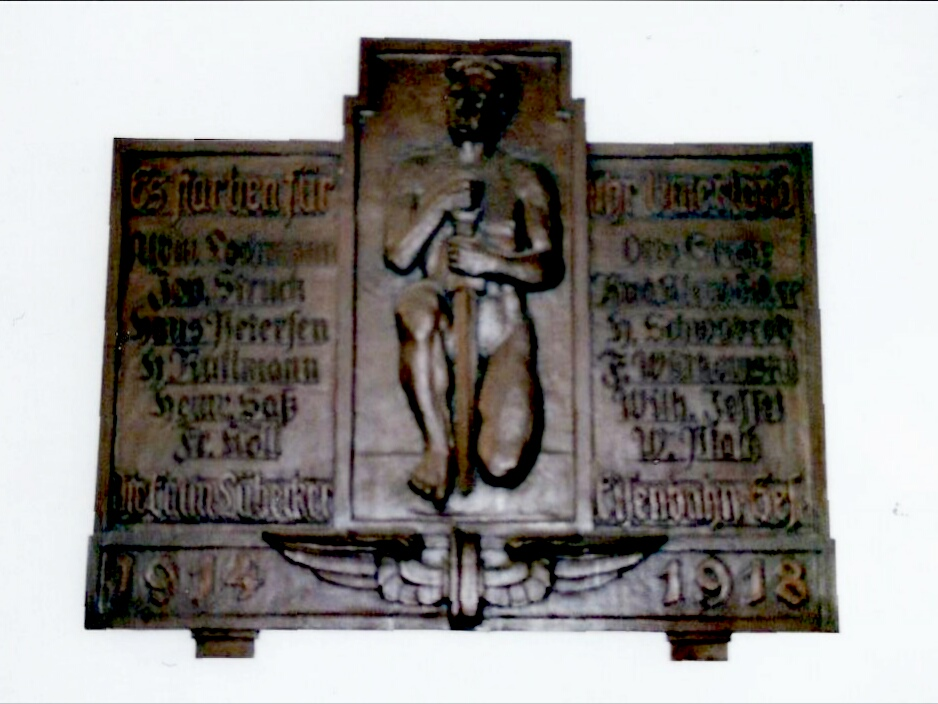
Denkmal an die Gefallenen der Gesellschaft im Ersten Weltkrieg im ehemaligen Gebäude der LBE in Lübeck.

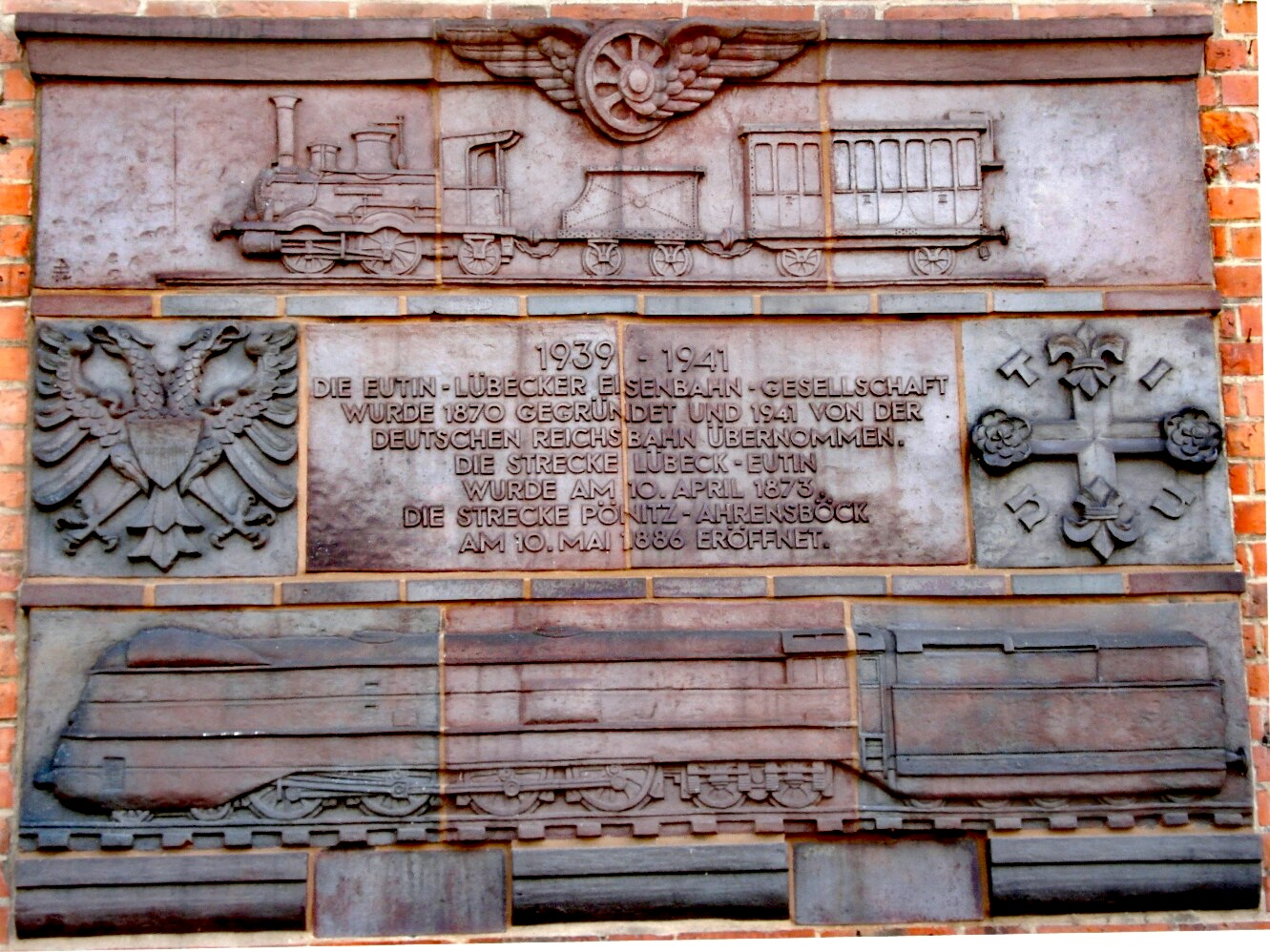
Gedenkrelief an die Eisenbahn Lübeck-Eutin am Bahnhof in Bad Schwartau

Von den insgesamt 41 Kilometern des Netzes lagen 36 Kilometer im Fürstentum Lübeck, das zum Land Oldenburg gehörte. Die restlichen fünf Kilometer befanden sich auf dem Gebiet der Stadt Lübeck. Das Fürstentum Lübeck und die Stadt Lübeck besaßen die Mehrheit der Aktien der ELE. Beide Territorien wurden im Jahr 1937 in die preußische Provinz Schleswig-Holstein eingegliedert.
Bereits vor der Verstaatlichung fuhren die meisten Züge auf dem Abschnitt Eutin–Lübeck von Kiel aus. Täglich befuhr 1929 ein D-Zug-Paar der Relation Kiel–Berlin die Strecke.

### Nach der Verstaatlichung
Im Zuge der Planung der Vogelfluglinie wurde die Eutin-Lübecker Eisenbahn-Gesellschaft verstaatlicht. Zum 1. Januar 1941 übernahm die Deutsche Reichsbahn die ELE, die am 2. Mai 1941 aus dem Handelsregister des Amtsgerichts Eutin gelöscht wurde. Für den Übergang wurde eine Überleitungsstelle eingerichtet, die der Reichsbahndirektion Schwerin unterstand, die letztendlich die für die Strecken der ELE zuständige Reichsbahndirektion wurde. 
Nach dem Zweiten Weltkrieg gelangte das frühere Streckennetz der ELE zur Reichsbahndirektion Hamburg, aus der 1949 die Bundesbahndirektion Hamburg wurde. 
Auf der Zweigbahn Pönitz–Ahrensbök wurden der Personenverkehr am 3. Mai 1954 und der Güterverkehr am 28. Mai 1988 eingestellt. Die Strecke wurde anschließend abgebaut.

## Gegenwart
Die Strecke Eutin–Bad Schwartau ist bis heute in Betrieb. Der anschließende Abschnitt Bad Schwartau–Lübeck wird der Bahnstrecke Lübeck–Puttgarden zugeordnet. Beide Strecken werden von der DB InfraGO AG betrieben. Im Regionalverkehr verkehren Züge zwischen Kiel und Lübeck, sowie zwischen Kiel, Lübeck und Lüneburg.